# Vela nos Jogos Olímpicos de Verão de 1984 - 470
As provas da classe 470 da vela nos Jogos Olímpicos de Verão de 1984 ocorreram entre 31 de julho e 8 de agosto daquele ano em Long Beach, no condado de Los Angeles, nos Estados Unidos. O programa compunha sete regatas. Para esta classe, houve 56 velejadores de 28 nações inscritas.

## Medalhistas
A dupla espanhola Luis Doreste e Roberto Molina finalizou a competição em primeiro lugar, conquistando a medalha de ouro. A prata firmou-se com os estadunidenses Steve Benjamin e Chris Steinfeld. Por fim, a medalha de bronze ficou com Thierry Peponnet e Luc Pillot, da França.
|  | ESP Espanha                 |  | USA Estados Unidos             |  | FRA França                  |
|  | Luis Doreste Roberto Molina |  | Steve Benjamin Chris Steinfeld |  | Thierry Peponnet Luc Pillot |

## Resultados
Estes foram os resultados da competição:
| Pos.              | Velejadores                                  | Regata I | Regata I | Regata II | Regata II | Regata III | Regata III | Regata IV | Regata IV | Regata V | Regata V | Regata VI | Regata VI | Regata VII | Regata VII | Total de pontos | Total -1 |
| Pos.              | Velejadores                                  | Pos.     | Pts.     | Pos.      | Pts.      | Pos.       | Pts.       | Pos.      | Pts.      | Pos.     | Pts.     | Pos.      | Pts.      | Pos.       | Pts.       | Total de pontos | Total -1 |
| ----------------- | -------------------------------------------- | -------- | -------- | --------- | --------- | ---------- | ---------- | --------- | --------- | -------- | -------- | --------- | --------- | ---------- | ---------- | --------------- | -------- |
| Medalha de ouro   | ESP Luis Doreste e Roberto Molina            | 3        | 5.7      | 1         | 0.0       | 5          | 10.0       | 2         | 3.0       | 1        | 0.0      | 9         | 15.0      | DNS        | 35.0       | 68.7            | 33.7     |
| Medalha de prata  | USA Steve Benjamin e Chris Steinfeld         | 10       | 16.0     | 2         | 3.0       | 1          | 0.0        | 4         | 8.0       | PMS      | 35.0     | 7         | 13.0      | 2          | 3.0        | 78.0            | 43.0     |
| Medalha de bronze | FRA Thierry Peponnet e Luc Pillot            | 2        | 3.0      | 9         | 15.0      | 14         | 20.0       | 8         | 14.0      | 3        | 5.7      | 1         | 0.0       | 6          | 11.7       | 69.4            | 49.4     |
| 4                 | FRG Wolfgang Hunger e Joachim Hunger         | 1        | 0.0      | 13        | 19.0      | 3          | 5.7        | 6         | 11.7      | DSQ      | 35.0     | 3         | 5.7       | 4          | 8.0        | 85.1            | 50.1     |
| 5                 | ITA Tommaso Chieffi e Enrico Chieffi         | 5        | 10.0     | 5         | 10.0      | 4          | 8.0        | 1         | 0.0       | PMS      | 35.0     | 8         | 14.0      | 9          | 15.0       | 92.0            | 57.0     |
| 6                 | FIN Peter von Koskull e Johan von Koskull    | 4        | 8.0      | 6         | 11.7      | 6          | 11.7       | 7         | 13.0      | 5        | 10.0     | 18        | 24.0      | 7          | 13.0       | 91.4            | 67.4     |
| 7                 | GBR Cathy Foster e Peter Newlands            | 14       | 20.0     | 7         | 13.0      | 9          | 15.0       | 5         | 10.0      | 7        | 13.0     | 13        | 19.0      | 1          | 0.0        | 90.0            | 70.0     |
| 8                 | ISR Shimshon Brockman e Eitan Friedlander    | 13       | 19.0     | 8         | 14.0      | 11         | 17.0       | 12        | 18.0      | 4        | 8.0      | 2         | 3.0       | 5          | 10.0       | 89.0            | 70.0     |
| 9                 | NED John Stavenuiter e Guido Alkemade        | 6        | 11.7     | 19        | 25.0      | 2          | 3.0        | 3         | 5.7       | 12       | 18.0     | 14        | 20.0      | 11         | 17.0       | 100.4           | 75.4     |
| 10                | ARG Carlos Irigoyen e Gonzalo Heredia        | DSQ      | 35.0     | 3         | 5.7       | 8          | 14.0       | 13        | 19.0      | 10       | 16.0     | 10        | 16.0      | 14         | 20.0       | 125.7           | 90.7     |
| 11                | JPN Yutaka Takagi e Satoru Yamamoto          | 11       | 17.0     | 4         | 8.0       | 7          | 13.0       | 11        | 17.0      | 8        | 14.0     | DSQ       | 35.0      | 18         | 24.0       | 128.0           | 93.0     |
| 12                | SUI Charles Favre e Luc DuBois               | 7        | 13.0     | 14        | 20.0      | 13         | 19.0       | 16        | 22.0      | 6        | 11.7     | 11        | 17.0      | 12         | 18.0       | 120.7           | 98.7     |
| 13                | BRA Marco Paradeda e Rolf Nehn               | 17       | 23.0     | 16        | 22.0      | 16         | 22.0       | 9         | 15.0      | 2        | 3.0      | 19        | 25.0      | 8          | 14.0       | 124.0           | 99.0     |
| 14                | NZL Peter Evans e Sean Reeves                | 8        | 14.0     | 15        | 21.0      | 10         | 16.0       | DSQ       | 35.0      | PMS      | 35.0     | 5         | 10.0      | 3          | 5.7        | 136.7           | 101.7    |
| 15                | CAN Frank McLaughlin e Martin Tenhove        | 9        | 15.0     | 10        | 16.0      | 19         | 25.0       | 17        | 23.0      | 15       | 21.0     | 4         | 8.0       | 13         | 19.0       | 127.0           | 102.0    |
| 16                | SWE Dan Lovén e Magnus Holmberg              | 12       | 18.0     | 17        | 23.0      | 15         | 21.0       | 14        | 20.0      | DSQ      | 35.0     | 6         | 11.7      | 16         | 22.0       | 150.7           | 115.7    |
| 17                | IND Farokh Tarapore e Dhruv Bhandari         | 15       | 21.0     | 20        | 26.0      | 12         | 18.0       | 18        | 24.0      | 11       | 17.0     | DNF       | 35.0      | 17         | 23.0       | 164.0           | 129.0    |
| 18                | CHI Alberto González e Juan Barahona         | 21       | 27.0     | 22        | 28.0      | 21         | 27.0       | 20        | 26.0      | 13       | 19.0     | 15        | 21.0      | 10         | 16.0       | 164.0           | 136.0    |
| 19                | TPE Lim Kui-aon e Lim Yal-aon                | 16       | 22.0     | 23        | 29.0      | 17         | 23.0       | 19        | 25.0      | 14       | 20.0     | 16        | 22.0      | 19         | 25.0       | 166.0           | 137.0    |
| 20                | MEX Hermann Megenthaler e Alejandro Terrones | 19       | 25.0     | 18        | 24.0      | 22         | 28.0       | 15        | 21.0      | DSQ      | 35.0     | 17        | 23.0      | 15         | 21.0       | 177.0           | 142.0    |
| 21                | AUS Chris Tillett e Richard Lumb             | DSQ      | 35.0     | 11        | 17.0      | 18         | 24.0       | 10        | 16.0      | PMS      | 35.0     | 12        | 18.0      | DNF        | 35.0       | 180.0           | 145.0    |
| 22                | PAK Munir Sadid e Mohammad Zakaullah         | 20       | 26.0     | 21        | 27.0      | 20         | 26.0       | 21        | 27.0      | 9        | 15.0     | 20        | 26.0      | DNF        | 35.0       | 182.0           | 147.0    |
| 23                | ISL Gunnlaugur Jónasson e Jón Pétursson      | 18       | 24.0     | 12        | 18.0      | DSQ        | 35.0       | 24        | 30.0      | 16       | 22.0     | 21        | 27.0      | 20         | 26.0       | 182.0           | 147.0    |
| 24                | CHN Xu Xianyuan e Zheng Kaiping              | DSQ      | 35.0     | 24        | 30.0      | 23         | 29.0       | 23        | 29.0      | 17       | 23.0     | 21        | 27.0      | 22         | 28.0       | 201.0           | 166.0    |
| 25                | IVB Keith Barker e Peter Barker              | 22       | 28.0     | 25        | 31.0      | 24         | 30.0       | 22        | 28.0      | YMP      | 23.0     | 24        | 30.0      | DNF        | 35.0       | 205.0           | 170.0    |
| 26                | ISV Eric Zucker e Trace Tervo                | 24       | 30.0     | 26        | 32.0      | 27         | 33.0       | 25        | 31.0      | 18       | 24.0     | 23        | 29.0      | 22         | 28.0       | 207.0           | 174.0    |
| 27                | SRI Lalin Jirasinha e Ranil Dias             | 23       | 29.0     | 27        | 33.0      | 26         | 32.0       | 26        | 32.0      | 20       | 26.0     | 25        | 31.0      | 23         | 29.0       | 212.0           | 179.0    |
| 28                | CAY John Bodden e Carson Ebanks              | 25       | 31.0     | 28        | 34.0      | 25         | 31.0       | 27        | 33.0      | 21       | 27.0     | 26        | 32.0      | DNF        | 35.0       | 223.0           | 188.0    |

### Classificação diária

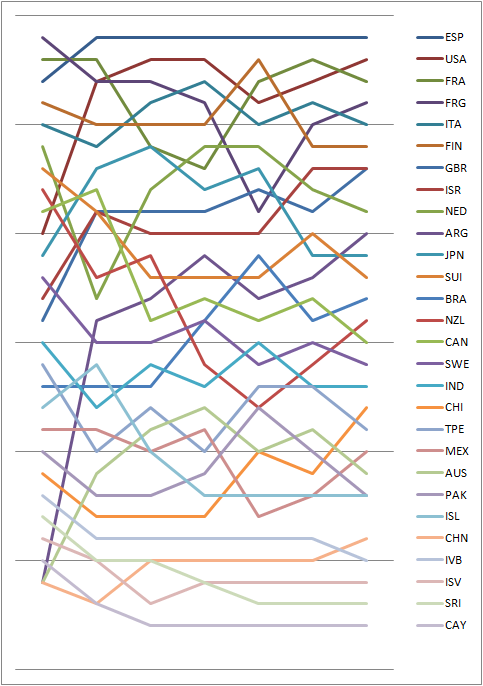
Gráfico mostrando a classificação diária na classe.